# Maasdonk
Maasdonk a fost o comună în provincia Brabantul de Nord, Țările de Jos.

## Localități componente
Geffen, Nuland, Vinkel